# Ихуэлос, Оскар
Оскар Ихуэлос (англ. Oscar Hijuelos; 24 августа 1951, Нью-Йорк — 12 октября 2013, там же) — американский писатель, лауреат Пулитцеровской премии.

## Биография
Оскар Ихуэлос родился 24 августа 1951 года в Нью-Йорке в квартале Морнингсайд-Хайтс. Его родители — кубинские иммигранты из города Ольгин — Паскуаль и Магдалена (Торренс) Ихуэлос.
Ихуэлос получил степени бакалавра (1975) и мастера (1975) искусств в Сити-колледже в Нью-Йорке. Первый роман Ихуэлоса «Наш дом в последнем мире» изданный в 1983 году был очень хорошо принят критиками, а его второй роман «Короли мамбо играют песни любви» в 1990 году получил Пулитцеровскую премию. По роману в 1992 году был снят фильм Короли мамбо.

## Награды
- 1990: Пулитцеровская премия 1990 за роман «Короли мамбо играют песни любви»[2].